# Petrorhagia peroninii
Petrorhagia peroninii är en nejlikväxtart som först beskrevs av Pierre Edmond Boissier, och fick sitt nu gällande namn av Peter William Ball och Heywood. Petrorhagia peroninii ingår i släktet klippnejlikor, och familjen nejlikväxter. Inga underarter finns listade i Catalogue of Life.